# Fiorentino (stolica tytularna)
Fiorentino (łac. Florentinensis) – stolica historycznej diecezji we Włoszech w prowincji Foggia (sufragania diecezji Benevento), utworzonej w roku 1059, a zlikwidowanej w 1391 poprzez włączenie do diecezji Lucera. Współcześnie miejscowość Torremaggiore w południowych Włoszech, w regionie Apulia. Obecnie katolickie biskupstwo tytularne. 

## Biskupi tytularni
| Lp. | Biskup                     | Funkcja                                | Od              | Do              |
| --- | -------------------------- | -------------------------------------- | --------------- | --------------- |
| 1   | Luigi Barbarito            | nuncjusz apostolski                    | 11 czerwca 1969 | 12 marca 2017   |
| 2   | Francisco Cota de Oliveira | biskup pomocniczy Kurytyby (Brazylia)  | 7 czerwca 2017  | 10 czerwca 2020 |
| 3   | Ângelo Ademir Mezzari      | biskup pomocniczy São Paulo (Brazylia) | 8 lipca 2020    | 30 grudnia 2024 |
| 4   | Ignazio Ceffalia           | nuncjusz apostolski                    | 25 marca 2025   |                 |